# Mordechaj Cippori
Mordechaj Cippori (hebr.: מרדכי צפורי, ang.: Mordechai Tzipori, Mordechai Zipori, ur. 15 września 1924 w Petach Tikwie, zm. 29 maja 2017 w Ramat Ganie) – izraelski generał i polityk, w latach 1981–1984 minister komunikacji, w latach 1977–1983 wiceminister obrony, w latach 1977–1984 poseł do Knesetu z listy Likudu.

## Życiorys

### Młodość
Urodził się 15 września 1924 w Petach Tikwie w ówczesnym Brytyjskim Mandacie Palestyny. W rodzinnym mieście uczył się w szkole religijnej. Od 1939 był członkiem Irgunu – żydowskiej organizacji paramilitarnej. Od 1944 brał udział w akcjach militarnych przeciwko wojskom brytyjskim. Za przynależność do Irgunu został przez władze brytyjskie aresztowany w czerwcu 1945 roku, a następnie więziony w obozach – najpierw w Sudanie, a później w Erytrei – skąd uciekł razem z innymi uwięzionymi. Ponownie złapany został osadzony w obozie w Gilgil w Kenii, skąd również uciekał, kopiąc tunele. W Kenii internowany był do lata 1948.

### Kariera wojskowa
Po uwolnieniu powrócił do Izraela, gdzie w latach 1948–1976 służył w Siłach Obronnych Izraela, biorąc udział w kolejnych toczonych przez to państwo wojnach. Po wojnie o niepodległość ukończył w 1950 kurs oficerów piechoty, a w 1954 ukończył kurs zaawansowany. W 1959 ukończył wojskową szkołę zarządzania, a następnie studia na Uniwersytecie Telawiwskim. W latach 1962–1965 dowodził batalionem pancernym, a w czasie wojny sześciodniowej brygadą pancerną walczącą na południowym froncie. W 1968 objął dowództwo nad Szkołą Pancerną, zaś od 1971 był zastępcą dowódcy Korpusu Pancernego. Od 1973 służył w Sztabie Generalnym – od 1974 jako zastępca dowódcy zarządzania operacyjnego. Służbę wojskową zakończył w stopniu generała.

### Kariera polityczna
Po opuszczeniu wojska związał się, jak większość dawnych bojowników Irgunu, z prawicowym Likudem i z listy tego ugrupowania po raz pierwszy dostał się do izraelskiego parlamentu w wyborach parlamentarnych w 1977. Został członkiem komisji ds. absorpcji imigrantów. 28 czerwca 1977 dołączył do, powołanego kilka dni wcześniej, pierwszego prawicowego rządu w Izraelu premiera Menachema Begina, dawnego przywódcy Irgunu. Cippori został wiceministrem obrony w resorcie kierowanym przez Ezera Weizmana. Pozostał na stanowisku również po odejściu Weizmana i objęciu kierownictwa nad ministerstwem przez samego premiera. Jako wiceminister osobiście nadzorował operację Opera – udany atak izraelskiego lotnictwa na iracki reaktor atomowy Osirak.
W wyborach w 1981 ponownie zdobył mandat poselski. W powołanym 5 sierpnia nowym rządzie Begina został ministrem komunikacji, a 11 sierpnia powrócił również na stanowisko wiceministra obrony, jako zastępca Ariela Szarona, a następnie Begina i Moszego Arensa. Po wojnie libańskiej krytykował dowodzącego izraelskimi wojskami, swego zwierzchnika Ariela Szarona. W powołanym 10 października 1983 I rządzie Icchaka Szamira ponownie objął resort komunikacji i kierował nim do końca kadencji. W kolejnych wyborach nie uzyskał reelekcji.

### Dalsze życie
Od 1986 do końca lat osiemdziesiątych był dyrektorem generalnym Bitu’ach Leumi – izraelskiego zakładu ubezpieczeń społecznych.
Przed wyborami parlamentarnymi w 2015 wraz z innym byłym ministrem z Likudu – Danem Meridorem – krytykował ówczesnego premiera Binjamina Netanjahu i zapowiedział, że nie zagłosuje na macierzystą partię
Zmarł 29 maja 2017 w Sheba Medical Center w Tel ha-Szomer w Ramat Ganie w wieku dziewięćdziesięciu dwóch lat. Został pochowany na cmentarzu w rodzinnej Petach Tikwie.